# 나바리시
나바리시(일본어: 名張市)는 일본 미에현 서부 이가 지방에 있는 시이다.
이가 분지 남부에 위치하여 주위가 산야로 둘러싸여 있다. 나바리시를 둘러싼 산지에는 아카메시주하치타키・가오치다니 등 아름다운 계곡이 위치하여 사계절 새소리로 가득하다.
긴테쓰 오사카선의 연선에 있어 오사카부의 여러 시에서 1시간 거리에 위치한다. 그래서 오사카부의 베드타운으로 발전하여 오랫동안 오사카 도시권에 포함되어 있었다. 1980년대부터 대규모 주택지가 조성되면서 인구가 급증했다. 그러나 2000년경 이후에는 오사카와 더 가까운 나라현 가시바시 등지에 주택 개발이 진행되고 오사카의 도심회귀경향이 일어나면서 나바리시는 세대와 인구가 모두 감소 추세에 있다. 고령화도 진행되고 있다. 그래서 최근의 인구조사에서는 오사카 도시권에 포함되지 않게 되었다.

## 역사
만엽 시대부터 역참이 있었으며, 임신의 난에 즈음하여 오오아마 황자가 동국으로 도망갈 때도 여기를 경유했다.
간전영년사재법이 시행된 이후 나바리는 도다이지의 장원이 되면서 인구가 증가하여 집락이 발달하기 시작했다. 이후 자치 세력이 무장하여 “쿠로다(黒田) 악당”이라 불리며 장원 지배에서 벗어나고자 지주에게 대항함으로써 일본 중세사에 이름을 남겼다. 장원 지배에 저항은 했으나 도다이지와의 관계는 깊어서, 이곳에서 벌채된 목재가 도다이지의 세시 행사인 오미즈토리에 사용되었다. 그러나 막상 이 땅에는 불교 문화가 꽃피지 않아서 큰 절은 없고 산사들만 산재했다.
쿠로다 악당은 독특한 전투 지식과 본초학 체계를 바탕으로 훗날 닌자라고 불리는 존재가 되었다. 이가 닌자가 워낙 유명해서 북쪽에 인접한 이가시가 닌자의 발상지로 오해받지만, 실제로는 나바리를 포함한 이가 지방 전체에 닌자의 생활・활동 흔적이 남아 있다. 나바리에서도 아카메시주하치타키 어귀에 위치한 전시 시설에서 닌술・닌구 등을 전시하고 있다.
1579년부터 1581년에 걸쳐 오다 노부나가 부자의 이가 닌자 섬멸 작전, 즉 덴쇼 이가의 난이 두 차례에 걸쳐 전개되면서 닌자의 본거지였던 나바리 땅은 초토화되었다. “천정난 태고(天正乱れ太鼓)” 등 전승을 통해 당시의 모습이 전해진다.
센고쿠 시대에 완전히 쑥대밭이 되었다가, 에도 시대에 이세 참배길의 슈쿠바(역참)가 세워지면서 이것이 현재 나바리시의 원형이 되었다. 근현대에 들어서도 1922년에 이가우에노역에 국지적인 지방철도가 들어왔을 뿐 교통 발전에서 계속 소외되다가, 1930년 참궁급행전철(현재의 긴테쓰 오사카선)이 개통하면서 오사카와의 교통편이 향상되어 발전의 초석이 되었다. 1954년 3월 31일에 시가 되었다.
이후 오사카 방면 통근자들이 거주하는 대규모 단지가 형성되었고, 이에 호응하여 교외형 대형 상업시설들도 개점하였다. 이로써 나바리시는 이가시(구 우에노시)와 함께 이가 지방의 상업 중심지가 되었다.

## 교통

### 철도
- 긴키 닛폰 철도 오사카선
  - (← 우다시 산본마쓰역) - 아카메구치역 - 나바리역 - 기쿄가오카역 - 미하타역 - (이가시 이가칸베역 →)

### 도로
- 국도 제165호선 (일본)(일본어판)
- 국도 제368호선 (일본)(일본어판)

## 인구
| 연도 | 인구   | ±%     |
| ---- | ------ | ------ |
| 1960 | 30,904 | —      |
| 1970 | 30,862 | −0.1%  |
| 1980 | 44,488 | +44.2% |
| 1990 | 68,933 | +54.9% |
| 2000 | 84,291 | +22.3% |
| 2010 | 80,277 | −4.8%  |